# 帕興
帕興是奥地利上奥地利州林茨兰县的一个市镇。总面积12.48平方公里，总人口6440人，人口密度516.0人/平方公里（2005年）。